# سیارک ۱۹۶۰
سیارک ۱۹۶۰ (به انگلیسی: 1960 Guisan، نامگذاری:1973UA) هزار و نهصد و شصتمین سیارک کشف شده‌است که در ۲۵ اکتبر ۱۹۷۳ کشف شد.
قدر مطلق سیارک برابر ۱۱٫۹۳ است.